# Traian (okręg Jassy)
Traian' – wieś w Rumunii, w okręgu Jassy, w gminie Bivolari. W 2011 roku liczyła 254 mieszkańców.